# Museo storico Castello Masegra
Il Museo storico di Castello Masegra, dedicato ai tre secoli di dominazione dei Grigioni sulla Valtellina (1513-1797) era un museo situato a Sondrio all'interno di Castel Masegra che domina dall'alto la città, ed era ubicato nel corpo di fabbrica orientale del castello presso le antiche scuderie. Il museo è stato chiuso nel 2014.

## Sale
Si componeva di tre sale che rievocano simbolicamente alcuni momenti cruciali di questo periodo storico.

### 1° sala
Nella sala d'ingresso erano presenti, gli uni di fronte agli altri, alcuni stemmi gentilizi di famiglie nobili delle due aree. Vi si trovava inoltre una parte di un più ampio stemma delle Tre Leghe, spezzato in due e quindi utilizzato con la funzione di tombino.

### 2° sala
La seconda era dedicata al periodo più travagliato di questi tre secoli, vale a dire la prima metà del XVII secolo, quando la Valtellina fu teatro del Sacro macello, del passaggio dei Lanzichenecchi e della Guerra dei trent'anni e passò inoltre per un ventennio (1620-1639) sotto il dominio spagnolo, ricongiungendosi al Ducato di Milano. Erano qui presenti un curioso vetro tedesco, andato in frantumi e poi ricostruito, raffigurante le principali attività economiche della valle, uno stemma del Forte di Fuentes, costruito dagli Spagnoli all'imbocco della Valtellina, alcune croci cimiteriali e alabarde, a simboleggiare la peste, il Sacro macello e l'attività di Mercenario, mestiere praticato da molti montanari dei Grigioni.

### 3°Sala
Nell'ultima sala si potevano vedere una testa di San Giovanni Nepomuceno, protettore dei ponti, e la colonna della berlina, alla quale venivano legati i criminali durante questo periodo.